# Abdul Ghafoor Assar
Abdul Ghafoor Assar (Dari عبدالغفور عصار; * in Kabul) ist ein ehemaliger afghanischer Fußballtorwart.
Sein größter Erfolg war die Teilnahme mit der afghanischen Fußballnationalmannschaft an den Olympischen Sommerspielen 1948 in London. Dort kam der Torwart, der in der Schulmannschaft der Esteqlal High School und beim Mahmoudiyeh FC spielte, zu einem Einsatz, bei dem das Team in der Qualifikationsrunde gegen die Mannschaft aus Luxemburg mit 0:6 unterlag und aus dem Turnier ausschied.
Sein Bruder Abdul Ghani Assar war ebenfalls in der Nationalmannschaft aktiv.